# سیارک ۵۸۵۷۹
سیارک ۵۸۵۷۹ (به انگلیسی: 58579 Ehrenberg، نامگذاری:1997SQ2) پنجاه و هشت هزار و پانصد و هفتاد و نهمین سیارک کشف شده‌است که در ۲۴ سپتامبر ۱۹۹۷ کشف شد.